# Marcela Arounian
Marcela Santos Arounian (* 7. Januar 2000 in São Paulo, Brasilien) ist eine brasilianische Handballspielerin, die für die brasilianische Nationalmannschaft aufläuft.

## Karriere

### Im Verein
Arounian spielte anfangs für den brasilianischen Verein EC Pinheiros. Mit Pinheiros gewann sie im Jahr 2016 in der Altersklasse Kadetten die brasilianische Meisterschaft. Im Januar 2023 schloss sich die Kreisläuferin dem spanischen Erstligisten Club Deportivo Balonmano Aula an. Im Sommer 2025 wechselte sie zum französischen Verein Saint-Amand Handball.

### In Auswahlmannschaften
Mit der brasilianischen Nationalmannschaft gewann Arounian in den Jahren 2022 und 2024 den Titel bei der süd- und zentralamerikanischen Meisterschaft. Weiterhin nahm Guarieiro mit Brasilien an den Südamerikaspielen 2022 und an den Panamerikanischen Spielen 2023 teil, bei denen sie jeweils die Goldmedaille gewann. Sie gehörte dem brasilianischen Aufgebot bei den Olympischen Spielen in Paris an.